# Sistema Integrado Guatemalteco de Autobuses
El Sistema Integrado Guatemalteco de Autobuses es el ente encargado de operar el sistema de transporte público de la Ciudad de Guatemala, el Transurbano. Se encuentra en la Avenida Reforma 11-49  de la Zona 10.

## Historia

### Antecedentes
Debido a la problemática del transporte urbano de la Ciudad de Guatemala, en los períodos 1992 - 1996 y 1996 - 2000, el entonces alcalde, Óscar Berger impulsó una renovación de dicho transporte, adquiriendo préstamos en el BCIE para poder adquirir unidades nuevas (los denominados 'tomates'), y a su vez fueron entregados a los empresarios. Debido a la mala utilización y cuidado, y la falta de repuestos originó que las unidades fueran abandonadas, suponiendo una elevada deuda que ha tenido que pagar la Municipalidad de Guatemala. El transporte empeoró.

### Proyecto
Luego de que el Gobierno de la República de Guatemala y la Asociación de Empresarios de Autobuses Urbanos tuvieran interés en renovar nuevamente el sistema de transporte público y con el propósito de detener las bandas delincuenciales que acechan a los pilotos y ayudantes de los autobuses tradicionales, pidiéndoles una cuota diaria o extorsión, para evitar ser asesinados y con la inversión de US$ 35 millones por parte del Gobierno, junto con un financiamiento de US$ 450 millones por parte del gobierno de Brasil por medio del Banco de Desarrollo de Brasil, se inauguró el proyecto a finales de 2009.

## Sistemas de transporte integrados
El Sistema Integrado Guatemalteco de Autobuses se integra por el Transurbano.

## Regulación
La dependencia encargada de velar por que este sistema sea eficiente y responsable con los usuarios, es la Superintendencia de Transporte Público. Es una entidad creada por la Municipalidad de Guatemala, en la que se destacan diversos lineamientos, entre los cuales está estipulado que a partir del año dos mil once (2011), las flotas de transporte público deberán ser nuevas y sin uso, adquiridas directamente de los fabricantes y de modelo de año de fabricación 2009 o 2010, de acuerdo con las especificaciones técnicas que sean definidas para el efecto; a partir del año dos mil veintitrés (2023), deberán ser de modelo no mayor de doce (12) años de antigüedad.

## Boletería, Tarjeta Prepago y Equipo
La boletería es administrada por el Sistema Integrado de Cobros Electrónicos mediante una tarjeta prepago RFID, la cual es otorgada de manera diferente a cada sector de la población, y recargada en los puntos autorizados por dicha empresa. Además administra el cobro y el equipo utilizado para el cobro del pasaje.

## Centros de Atención al Cliente Siga -CACS-

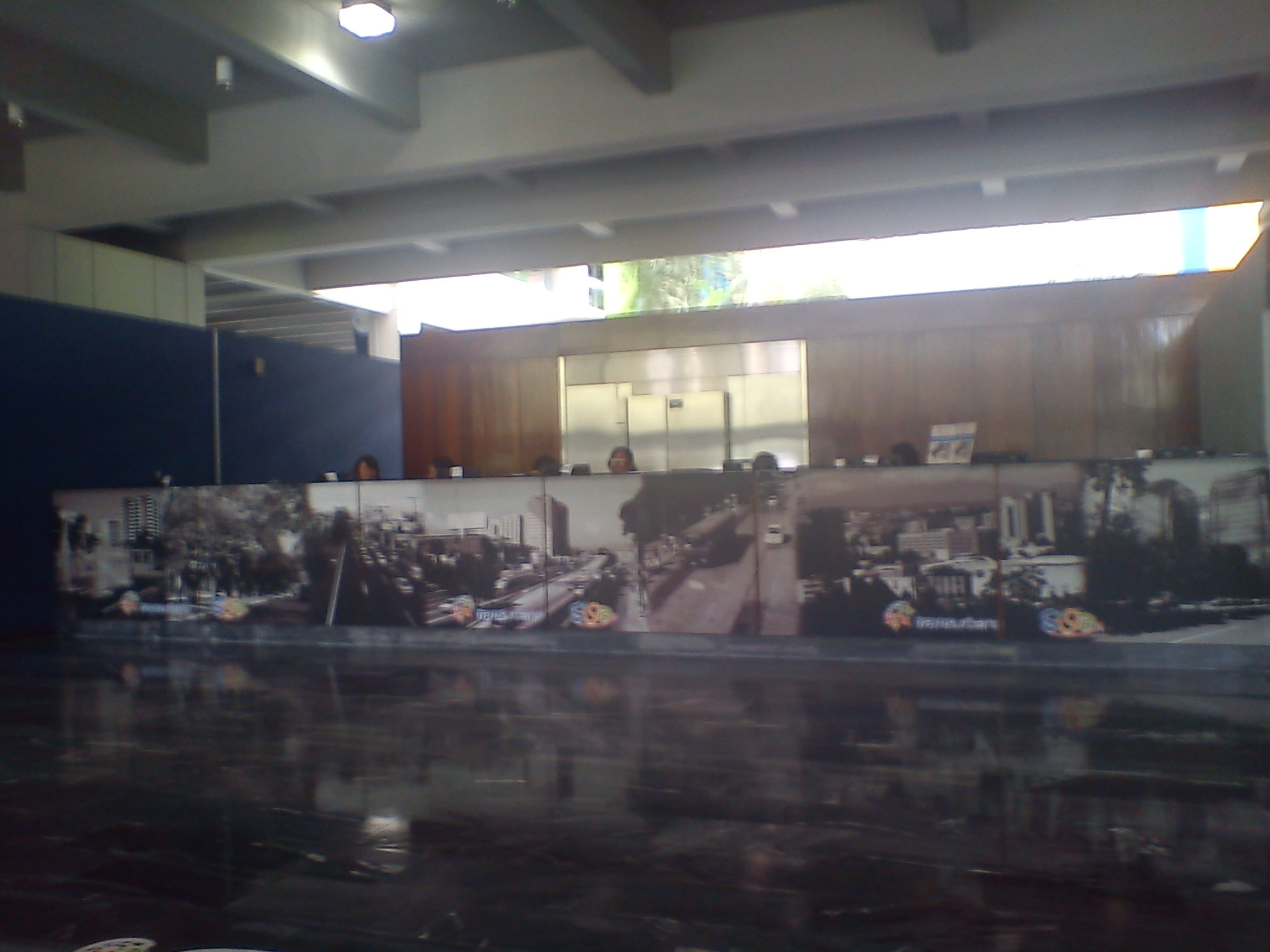
CACS Central

Los Centros de Atención al Cliente Siga son centros de recarga y de adquisición de la tarjeta prepago. Además son centros de información y de ayuda a los usuarios. Además se cuenta con un call center de atención al usuario en caso de robo o pérdida de su tarjeta. El número es el 1509.
Listado de CACS:
| Nombre                     | Dirección                                                                   | Horario                                                     | Tarjetas que pueden ser adquiridas      |
| -------------------------- | --------------------------------------------------------------------------- | ----------------------------------------------------------- | --------------------------------------- |
| CACS Central               | Av. Reforma 11-50 Zona 10                                                   | L-V 7:00 - 18:00, Sábado 7:00 - 17:00                       | Todas                                   |
| Zona 21                    | Avenida Justo Rufino Barrios 3-65, local 15, zona 21                        | L-V 7:00 - 18:00, Sábado 7:00 - 17:00                       | Ciudadano                               |
| Roosevelt                  | Calzada Roosevelt 24-58 Zona 7                                              | L-V 9:00 - 17:00, Sábado 9:00 - 13:00                       | Ciudadano                               |
| Plaza Barrios              | 9a. Av 17-47 Zona 1                                                         | L-V 7:00 - 18:00, Sábado 7:00 - 17:00, Domingo 9:00 - 13:00 | Ciudadano, Dorada                       |
| Petapa                     | Ave. Petapa 45 calle 19-40, zona 12 Centro Comercial Gran Portal Petapa     | L-V 7:00 - 18:00, Sábado 7:00 - 17:00, Domingo 9:00 - 13:00 | Ciudadano                               |
| Centra Sur                 | Estación Transmetro Cenma, 2a. Avenida Final 23 calle zona 12 Villa Lobos 1 | L-V 7:00 - 18:00, Sábado 7:00 - 17:00, Domingo 9:00 - 13:00 | Ciudadano                               |
| Estación Transmetro Trébol | Estación Transmetro Trébol, zona 8                                          | L-V 7:00 - 18:00, Sábado 7:00 - 17:00                       | Ciudadano                               |
| Universidad                | Avenida Petapa 33-77 zona 12 Centro Comercial Petapa Express, local 10      | L-V 7:00 - 18:00, Sábado 7:00 - 17:00, Domingo 9:00 - 13:00 | Ciudadano, Estudiante                   |
| Metaterminal del Norte     | 11 Ave. 4-78, zona 18, Col. Atlántida, local 10                             | L-V 7:00 - 18:00, Sábado 7:00 - 17:00, Domingo 9:00 - 13:00 | Ciudadano, Dorada, Infantil, Estudiante |
| Plaza Médica del Norte     | Km 7.5 Carr. al Atlántico, Plaza Médica Local 20                            | L-V 7:00 - 18:00, Sábado 7:00 - 12:00                       | Ciudadano                               |
| Shell Metronorte           | Km 5 Carr. al Atlántico, Gasolinera Shell Atlántida                         | L-V 7:00 - 18:00, Sábado 7:00 - 12:00                       | Ciudadano                               |

### Puntos de Recarga
Los puntos de recarga se encuentran en tiendas, farmacias, tiendas de conveniencia, etc. Puntos de Recarga